# Babesia microti
Babesia microti (altgriechisch  mikro „klein“, altgriechisch οὖς oús [Genitiv ὠτός ōtós] „Ohr“) ist ein auch (in seltenen Fällen) für den Menschen pathogener Einzeller, der zu den „kleinen“ Babesien gehört. Er kommt endemisch im Osten und im nördlichen Mittelwesten der USA vor, Einzelfallberichte gibt es auch aus den gemäßigten Zonen außerhalb der USA. Er löst bei Menschen eine malariaähnliche Erkrankung mit Fieber und Hämolyse aus, die die häufigste Babesiose des Menschen ist. Als Überträger fungiert die Hirschzecke (Ixodes scapularis).
Babesien sind durch Zecken übertragene intraerythrozytäre Parasiten. Erkrankungen beim Menschen kommen nur in Ausnahmefällen vor, zum Beispiel bei immunsupprimierten oder splenektomierten Patenten nach einer Infektion mit Babesia microti oder mit Babesia divergens. Namensgebend für einen Befall von Nagetieren mit Babesia microti war das Symptom einer Mikrotie im Rahmen einer Babesiasis oder Babesiose.
Die systematische Stellung von Babesia microti ist umstritten. Studien zur ribosomalen RNA ordneten die Art der Gattung Theileria zu, neuere genetische Untersuchungen zeigen, dass sie vermutlich weder zu Babesia noch Theileria gehört, sondern einer eigenen Gattung zuzuordnen wäre. In der medizinischen Literatur wird jedoch immer noch der Name Babesia microti verwendet. Das Genom wurde erstmals 2012 analysiert. Es besteht aus vier Chromosomen mit etwa 6,5 Megabasenpaaren, die etwa 3500 Polypeptide kodieren. Das Erbgut ist damit eines der kleinsten innerhalb der Apicomplexa. Eine neuere Analyse identifizierte 3615 Gene, die 3567 Proteine kodieren.

Lebenszyklus von B. microti